# Soldier of Fortune (Computerspiel)
Soldier of Fortune ist ein Ego-Shooter. Das Spiel wurde im März 2000 von Activision für Windows veröffentlicht. Im Juli 2000 folgte Portierung von Loki Software für Linux. Eine Umsetzung für die Spielkonsolen Dreamcast und PlayStation 2 folgte im Jahr 2001. In Deutschland wurde die Originalversion als auch eine zensierte Version auf die Liste der jugendgefährdenden Medien gesetzt. Im Oktober 2018 wurde die Platinversion auf GOG.com digital wiederveröffentlicht.

## Handlung
Protagonist ist John Mullins, der eine Söldnerorganisation namens Der Laden betreibt. Unbekannte Terroristen haben vier Nuklearsprengköpfe aus einer russischen Basis gestohlen. John Mullins und sein Partner werden engagiert, die Terroristen zu stoppen. Dabei reisen sie nach New York, Afrika, Balkan, Sibirien, Sudan, Irak, Japan während das Finale auf einer deutschen Ritterburg stattfindet.

## Zensur
In der amerikanischen Version bestand die Möglichkeit das Spiel mit einer Low-violence installation option zu installieren. Dieser gewaltreduzierte Modus wurde auch mit dem Zusatztitel Tactical low-violence version als separates Spiel angeboten.
Auch in der deutschen Version wurden die detaillierten Gewalteffekte aus dem Spiel entfernt. Um zusätzlich den fiktiven Charakter des Spiels zu betonen, wurden sämtliche Namen realer Städte umbenannt. Es wurde sowohl die Originalfassung als auch die zensierte deutsche Version indiziert. Die Bundesprüfstelle für jugendgefährdende Schriften argumentierte, dass durch frei erhältliche Bloodpatches der Originalzustand wiederhergestellt werden könne. Nach 25 Jahren wurde der Shooter von dem Index gestrichen.

## Rezeption
Für PC Action sei Soldier of Fortune ein Spiel für Erwachsene und für Genrefans empfehlenswert. Die Animationen der Gegner, Nebeleffekte und verschiedene Texturschichten setzen grafische Höhepunkte. Die künstliche Intelligenz der Gegner sei dürftig. Die Level im Mehrspielermodus seien trist. Der Einzelspielerteil böte 10 intensive Spielstunden. An Half-Life reiche es nicht heran, sei aber qualitativ auch nicht weit entfernt. PC Joker enthielt sich einer Spielspaßbewertung, wobei technisch die betagte Quake-Engine bemängelt wurde. Auch die Lizenzierung der kontroversen US-Zeitschrift Soldier of Fortune wurde als problematisch eingestuft. PC Games kritisierte das Spiel als humorlos, eintönig und einfallslos. Spielerisch könne es nicht die gewohnten Standards von Activision-Titeln erfüllen.